# Česká pojišťovna Cup 2005
Hokejový turnaj byl odehrán od 1.9.2005 - do 4.9.2005 v Liberci. Utkání Rusko - Švédsko bylo odehráno v Petrohradě.

## Výsledky a tabulka
|    |         | SWE     | RUS   | CZE    | FIN    | V | VP | PP | P | Skóre | B |
| 1. | Švédsko | Švédsko | 2:1   | 5:3    | 2:0    | 3 | 0  | 0  | 0 | 9:4   | 9 |
| 2. | Rusko   | 1:2     | Rusko | 2:1    | 4:1    | 2 | 0  | 0  | 1 | 7:4   | 6 |
| 3. | Česko   | 3:5     | 1:2   | Česko  | 2:1 SN | 0 | 1  | 0  | 2 | 6:8   | 2 |
| 4. | Finsko  | 0:2     | 1:4   | 1:2 SN | Finsko | 0 | 0  | 1  | 2 | 2:8   | 1 |

| Tým 1   | Výsledek                     | Tým 2   | Zpráva |
| ------- | ---------------------------- | ------- | ------ |
| Rusko   | 1:2 (1:0, 0:1, 0:1)          | Švédsko | Zpráva |
| Česko   | 2:1 SN (1:1, 0:0, 0:0 - 1:0) | Finsko  | Zpráva |
| Finsko  | 1:4 (0:0, 0:2, 1:2)          | Rusko   | Zpráva |
| Česko   | 3:5 (0:2, 2:3, 1:0)          | Švédsko | Zpráva |
| Švédsko | 2:0 (0:0, 1:0, 1:0)          | Finsko  | Zpráva |
| Česko   | 1:2 (0:0, 1:0, 0:2)          | Rusko   | Zpráva |